# Laurel Hollow
Laurel Hollow es una villa ubicada en el condado de Nassau en el estado estadounidense de Nueva York. En el año 2000 tenía una población de 1.930 habitantes y una densidad poblacional de 254,8 personas por km². Laurel Hollow se encuentra dentro del pueblo de Oyster Bay.

## Geografía
Laurel Hollow se encuentra ubicada en las coordenadas 40°51′25″N 73°28′37″O / 40.85694, -73.47694. Según la Oficina del Censo, la ciudad tiene un área total de 8 km² (3,1 mi²), de la cual 7,6 km² (2,9 mi²) es tierra y 0,4 km² (0,2 mi²) (5.18%) es agua.

## Demografía
Según la Oficina del Censo en 2000 los ingresos medios por hogar en la localidad eran de $200,000, y los ingresos medios por familia eran $200,000. Los hombres tenían unos ingresos medios de $100,000 frente a los $60,000 para las mujeres. La renta per cápita para la localidad era de $83,366. Alrededor del 1,9% de la población estaban por debajo del umbral de pobreza.